# 9 de Julio (metropolitana di Buenos Aires)
9 de Julio è una stazione della linea D della metropolitana di Buenos Aires. Si trova sotto avenida Presidente Roque Sáenz Peña, nell'isolato compreso tra le calle Suipacha e Carlos Pellegrini, a pochi metri dall'avenida 9 de Julio, nel barrio di San Nicolás.
È un'importante stazione di scambio perché permette l'accesso a quella di Diagonal Norte della linea C e quella di Carlos Pellegrini della linea B.
La stazione è stata proclamata monumento storico nazionale il 16 maggio 1997.

## Storia
La stazione, costruita dalla compagnia ispano-argentina CHADOPyF è stata inaugurata il 3 giugno 1937, quando fu aperto al traffico il primo segmento della linea D compreso tra Catedral e Tribunales.

## Interscambi
Nelle vicinanze della stazione effettuano fermata diverse linee di autobus urbani ed interurbani.
- Fermata metropolitana (Diagonal Norte, linea C)
- Fermata metropolitana (Carlos Pellegrini, linea B)
- Fermata autobus

## Servizi
La stazione dispone di:
- Biglietteria a sportello
- Biglietteria automatica